# 法比安·克洛德

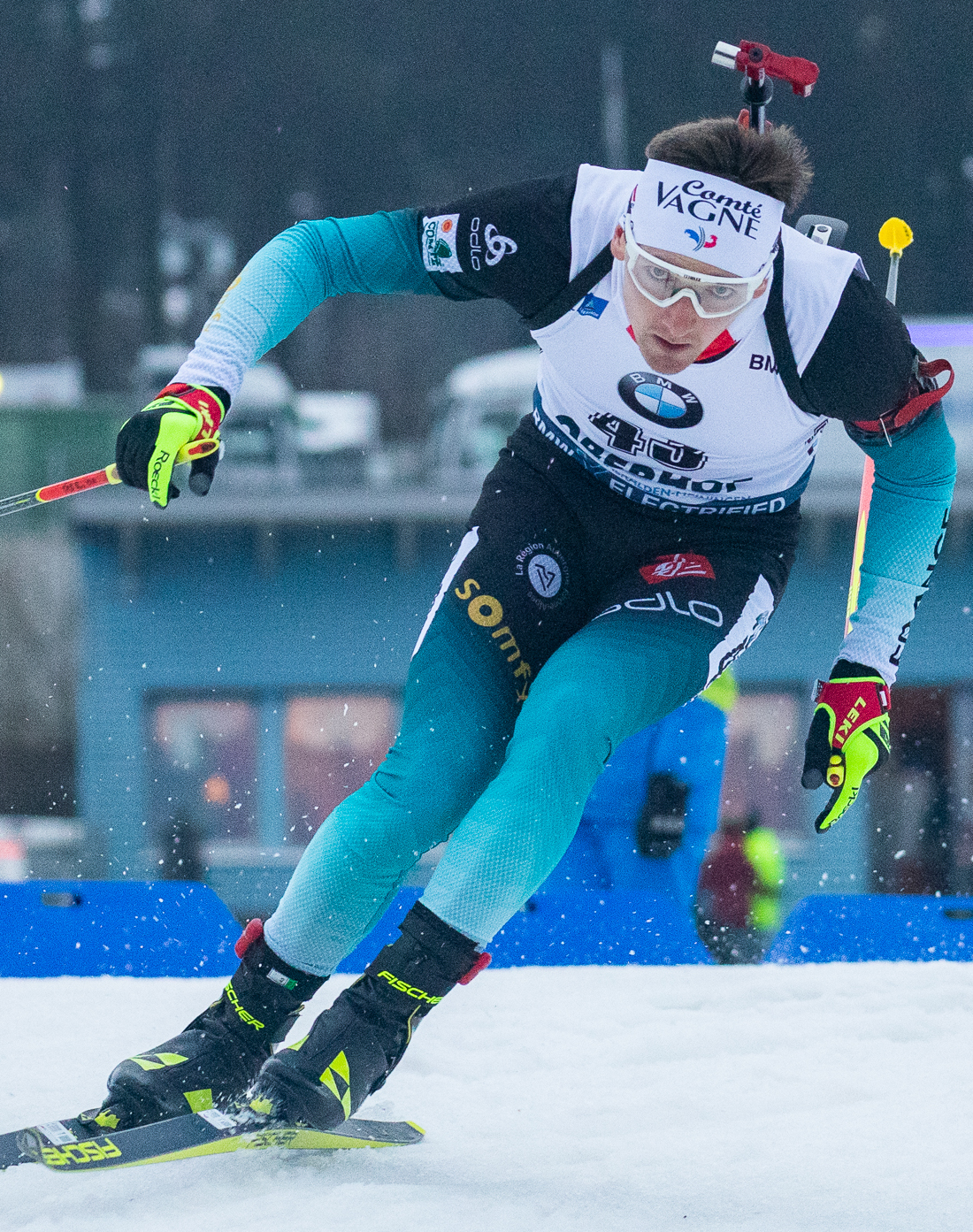
法比安·克洛德

法比安·克洛德（法語：Fabien Claude，1994年12月22日—），法国男子冬季两项运动员。他曾代表法国参加2022年冬季奥林匹克运动会冬季两项比赛，获得男子接力比赛银牌。